# Asagumo (1938)
El Asagumo (朝雲 nube matinal?) fue el octavo destructor de la Clase Asashio. Sirvió en la Armada Imperial Japonesa durante la Segunda Guerra Mundial.

## Historia
Completado el 31 de marzo de 1938 en los astilleros de Kawasaki en Kobe, fue el octavo destructor de su clase en ser botado. Al inicio de la Segunda Guerra Mundial estaba adscrito a la 9.ª División de Destructores. Participó durante 1942 en las batallas del estrecho de Badung y Midway tras las que fue destinado a reforzar las flota japonesa en las islas Salomón. En agosto tuvo escaramuzas alrededor de Guadalcanal, y en noviembre fue nombrado buque insignia del 4.º Escuadrón de Torpedeo. Este escuadrón participó en febrero de 1943 en la tercera batalla de las Salomón. Su final llegó durante la batalla del Golfo de Leyte, donde fue torpedeado y hundido por un destructor estadounidense.